# ديفينوبوليس
ديفينوبوليس هي بلدية في البرازيل، تتبع ميناس جرايس، بلغ عدد سكانها 213٬016  نسمة، في 2010، تبلغ مساحتها 708٫909 كيلومتر مربع.

## الموقع
تشترك في الحدود مع:
- Nova Serrana [الإنجليزية]‏
- ساو سيباستياو دو أويستي.

## أعلام
- فابريسيو إدواردو سوزا
- ديبورا ليرا